# 謝弗群島
謝弗群島（英語：Schaefer Islands），是南極洲的群島，位於埃爾斯沃思地，處於林賽群島西南面3.7公里的卡尼斯蒂奧半島西北端，根據美國海軍在1946年12月拍攝的空中照片，現時由南極條約體系管理。